# Northvolt
Northvolt AB (tidigare SGF Energy) är ett svenskt batteriföretag. Företaget bygger en fabrik i Bergsbyn, Skellefteå kommun för tillverkning av litiumjonbatterier för elbilar och för lagring av energi. Northvolt grundades 2015 under namnet SGF Energy av Peter Carlsson och hade 3 512 anställda (2022). Northvolt AB ansökte om konkurs 12 mars 2025, vilket är den största konkursen i modern svensk historia. I augusti 2025 tillkännagav det amerikanska batteriföretaget Lyten att de hade ingått ett bindande avtal om att förvärva Northvolts kvarvarande tillgångar i Sverige och Tyskland.

## Historik
Peter Carlsson har tidigare haft högt uppsatta positioner på Ericsson och Tesla. Han startade bolaget SGF Energy med finansiering från Harald Mix investmentbolag Vargas Holding. Carlsson blev vd för det nystartade bolaget som presenterades offentligt 2016. Idén var att möta den förväntade frågan på batterier – framför allt från fordonsindustrin – och ta kontroll över hela kedjan, från gruvbrytning till färdig produkt. Tidigare hade fabriker mest funnits i Asien, som dels inte hade egen råvara och dels hade "smutsig" energi. Här kunde Europa konkurrera. Energimyndigheten beviljade 2016 ett lån till företaget på 19 miljoner kronor för en förstudie av en batterifabrik. Vinnova beslutade också om ett bidrag på 10 miljoner kronor. Under 2017 bytte företaget namn till Northvolt och planerade att bygga den största fabriken i Europa för tillverkning av litiumjonbatterier. Diskussioner togs under samma vår upp med ett antal kommuner i Sverige och Finland om intresse, en förfrågan som gällde omkring 50 hektar mark. Northvolt meddelade 19 oktober 2017 att det valt byggnation av fabrikslokal i Skellefteå och utvecklingsverksamhet och testfabrik i Västerås. Skellefteå kommun valde samma dag att satsa 100 miljoner på att bygga ut infrastrukturen runt det framtida fabriksområdet på Bergsbyns industriområde. Första spadtaget för Northvolt Labs på Finnslätten i Västerås togs den 27 april 2018.
Skellefteå Kraft gjorde en investering på tio miljoner euro i projektet den 23 maj 2018 och två veckor senare fick Northvolt klartecken från mark- och miljödomstolen att påbörja bygget på den första produktionslinan, vilket påbörjades dagen efter klartecknet. I oktober 2018 gick Northvolt ut med att det kommer byggas en mindre fabrik i Gdansk, Polen som ska komplettera med batterimoduler åt Northvolt Ett och Northvolt Labs.
Som investeringsbehov har nämnts "över 40 miljarder kronor" och antal anställda diskuterats som uppemot 3 000 personer. Detta skulle göra investeringsprojektet till ett av Sveriges hittills största industriella nyinvesteringprojekt under 2000-talet. Det var ett av de två första diskuterade projekten för en större litiumjonbatterifabrik i Europa (det första var Tesla Gigafactory "Tesla Gigafactory Europa".
Som investerare angavs 2017 de två huvudägarna i Northvolt, Peter Carlsson via Rocarma Consulting och Harald Mix genom Vargas Invest, samt Stena och Vattenfall. Volkswagen uppgavs i maj 2024 vara största ägare med 21 procent av kapitalet följt av den amerikanska investeringsbanken Goldman Sachs med 19 procent. På tredje plats återfanns Harald Mix genom Vargas Holding med 7 procent av kapitalet och fjärde plats Peter Carlsson genom Rocarma Consulting med knappt 7 procent.
I maj 2019 beviljades Northvolt ett lån från Europeiska investeringsbanken (EIB) som täckte runt en tiondel av den beräknade kostnaden för att bygga en batterifabrik på industritomten. Vidare har företaget fått investeringar på flera miljarder kronor från stora bil- och lastbilstillverkare som bland annat BMW, Volkswagen och Scania.
Northvolts tillväxtresa kom att kantas av rapporter om missförhållanden, dödsfall och förseningar. Den 23 september 2024 kallade Northvolts företagsledning till ett möte, där det meddelades att 1 600 anställda varslades, vilket motsvarade en fjärdedel av alla Northvolts anställda. Det gällde 1 000 anställda i Skellefteå, 400 i Västerås och 200 i Stockholm. Dotterbolaget som haft hand om expansionen av batterifabriken i Skellefteå, Northvolt Ett Expansion AB, försattes i början av oktober 2024 i konkurs.
I augusti 2025 meddelade det amerikanska batteriföretaget Lyten att de hade ingått ett avtal om att förvärva Northvolts kvarvarande tillgångar i Sverige och Tyskland. Lyten uttryckte sin avsikt att återuppta produktionen vid de tidigare Northvolt-ägda anläggningarna, däribland Northvolt Ett i Skellefteå och Northvolt Labs i Västerås, samt den planerade fabriken Northvolt Drei i Tyskland. Förvärvet gav företaget en möjlighet att använda den återstående kapaciteten för att tillverka avancerade litiumjonbatterier för elbilar och andra energilagringslösningar, med en betydande omstrukturering av den kvarvarande personalen.

## Anläggningar

### Northvolt Ett

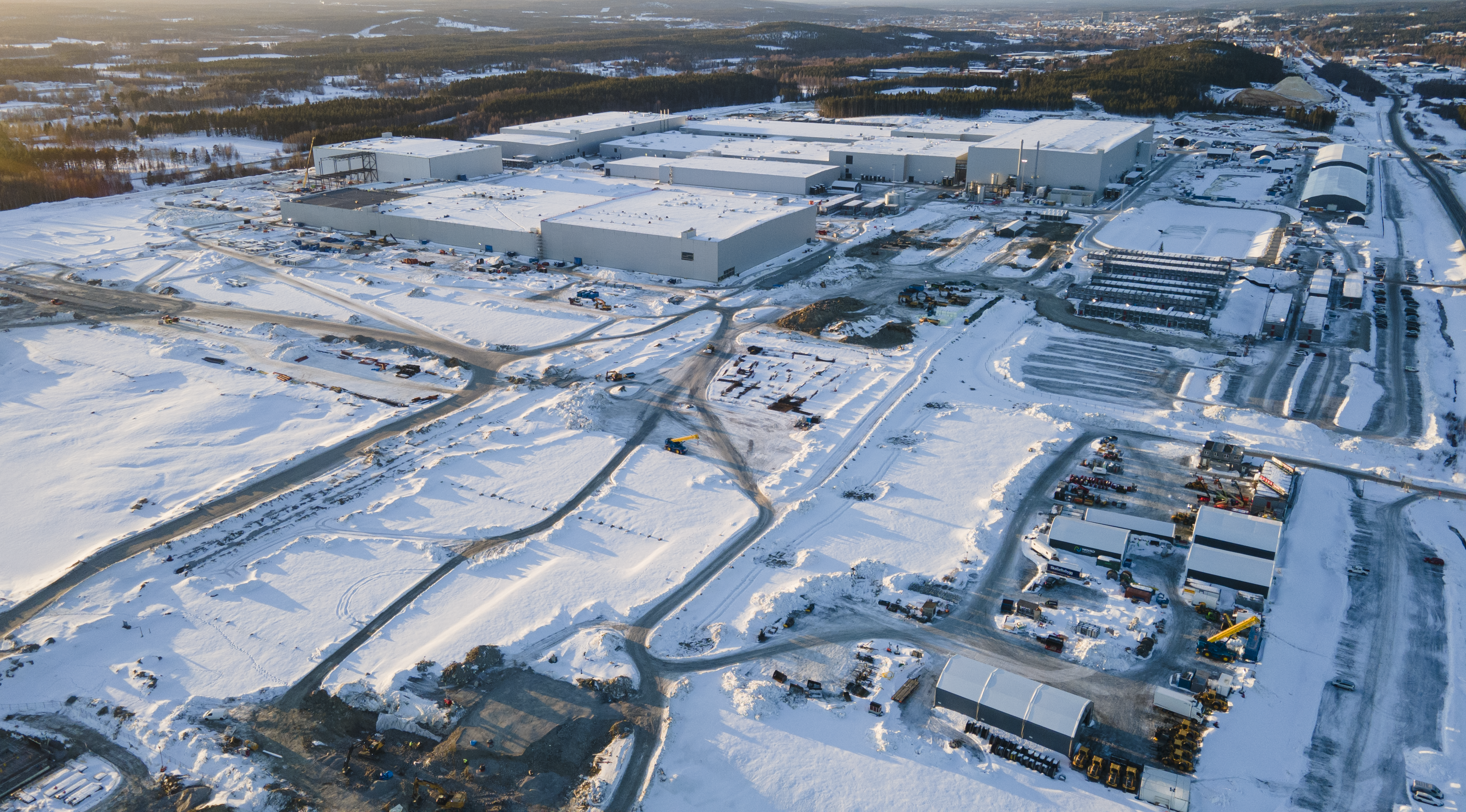
Northvolt Ett i januari 2023.

Fabriken som byggdes på Bergsbyns industriområde i Skellefteå kommun vid namn Northvolt Ett, är den stora fabrik där företaget skulle ha större delen av sin produktion.
Marken där fabriken är byggd är på cirka 100 hektar, och var planerad att ha över 4 000 anställda vid full produktion. Fabriken planerades att ha totalt fem produktionslinor, där den första var planerad att driftsättas någon gång i slutet av 2021, något som de lyckades med den 28 december då det första batteriet byggdes. Fabriken hade tidigare en planerad tillverkningskapacitet på 40 GWh per år, men det ändrades i början av juni 2021 då företaget fick in över 20 miljarder svenska kronor från flera finansiärer, bland andra svenska pensionsfonderna AP 1-4. Det gjorde det möjligt för Northvolt att bygga ytterligare en produktionslina, vilket ökade tillverkningskapaciteten till 60 GWh per år, vilket motsvarar cirka en miljon litiumjonbatterier per år.
Uppbyggnaden av fabriken var indelad i olika faser där den första innefattade de första två produktionslinorna, som tillsammans skulle producera 16 GWh litiumjonbatterier per år.

#### Första fasen

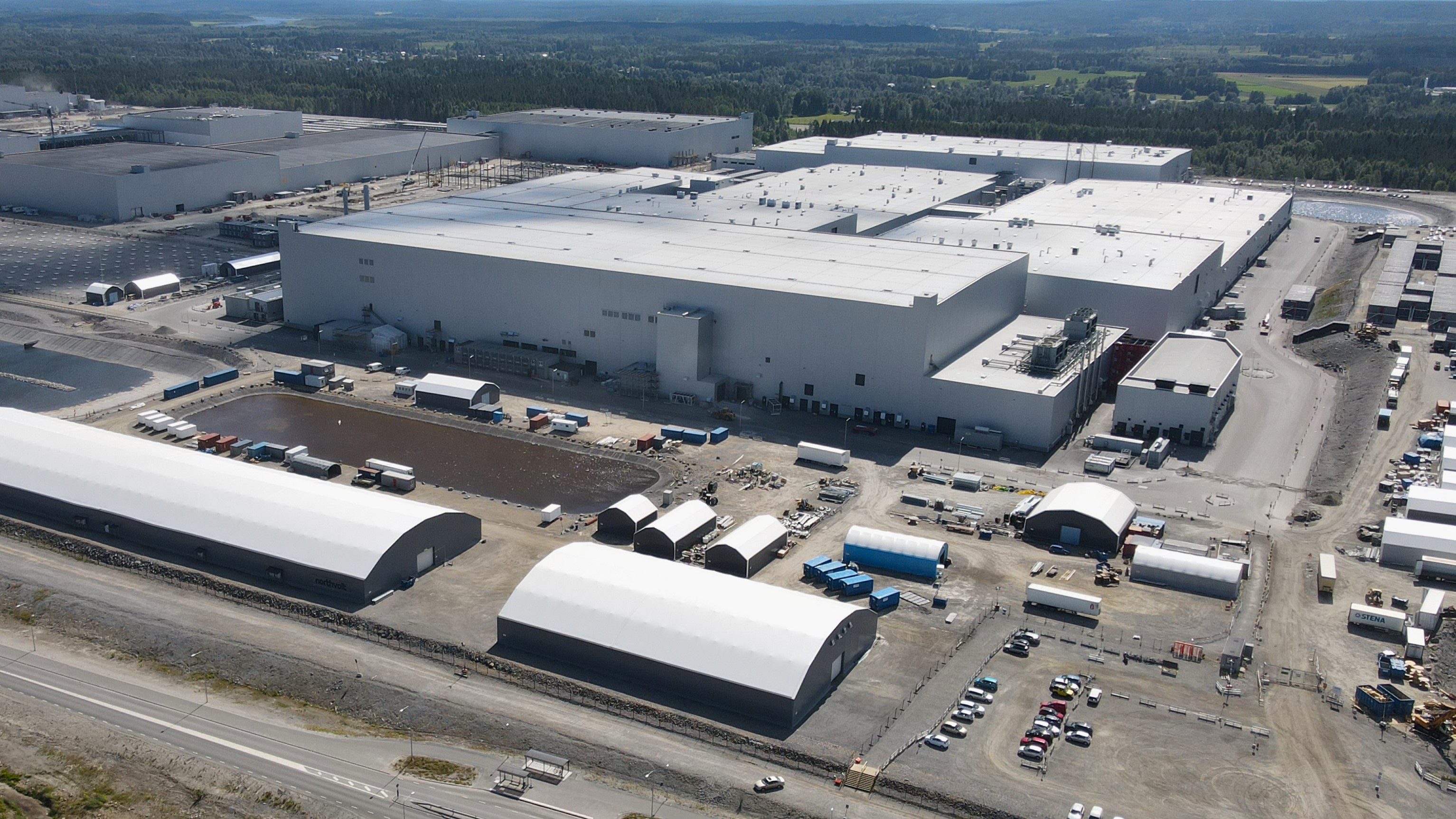
Första fasen av Northvolt Ett i juni 2024.

Sommaren 2018 påbörjades markarbetet för Northvolt Ett och som blev klart hösten 2019. Arbetet har innefattat markberedning på 50 hektar, med ungefär 600 000 kubikmeter berg och 1,5 miljon kubikmeter morän och markvegetation som har transporterats från området.
I slutet av januari 2020 hade första byggnaden ”Beredning 1 (US1)” börjat få väggar. Det är den högsta delen av fabriksområdet. Den är 35 meter hög, 120 meter bred och 250 meter lång. I oktober 2020 var det största jobbet utvändigt på första produktionslinan färdigbyggt, men det kvarstod mycket jobb att göra invändigt.
Från hösten 2020 fram till sommaren 2021 var fokuset på installation av processutrustning och driftsättning av den första produktionslinan. I januari 2021 påbörjades också utomhusarbeten med bland annat vägar och parkeringar som pågick i ungefär två år. Sommaren 2021 var andra produktionslinan (Block 2) i stort sett färdigbyggd utvändigt men den största delen av arbetet inomhus kvarstod. Den 28 december samma år byggdes det första batteriet i den första produktionslinan.

#### Andra fasen

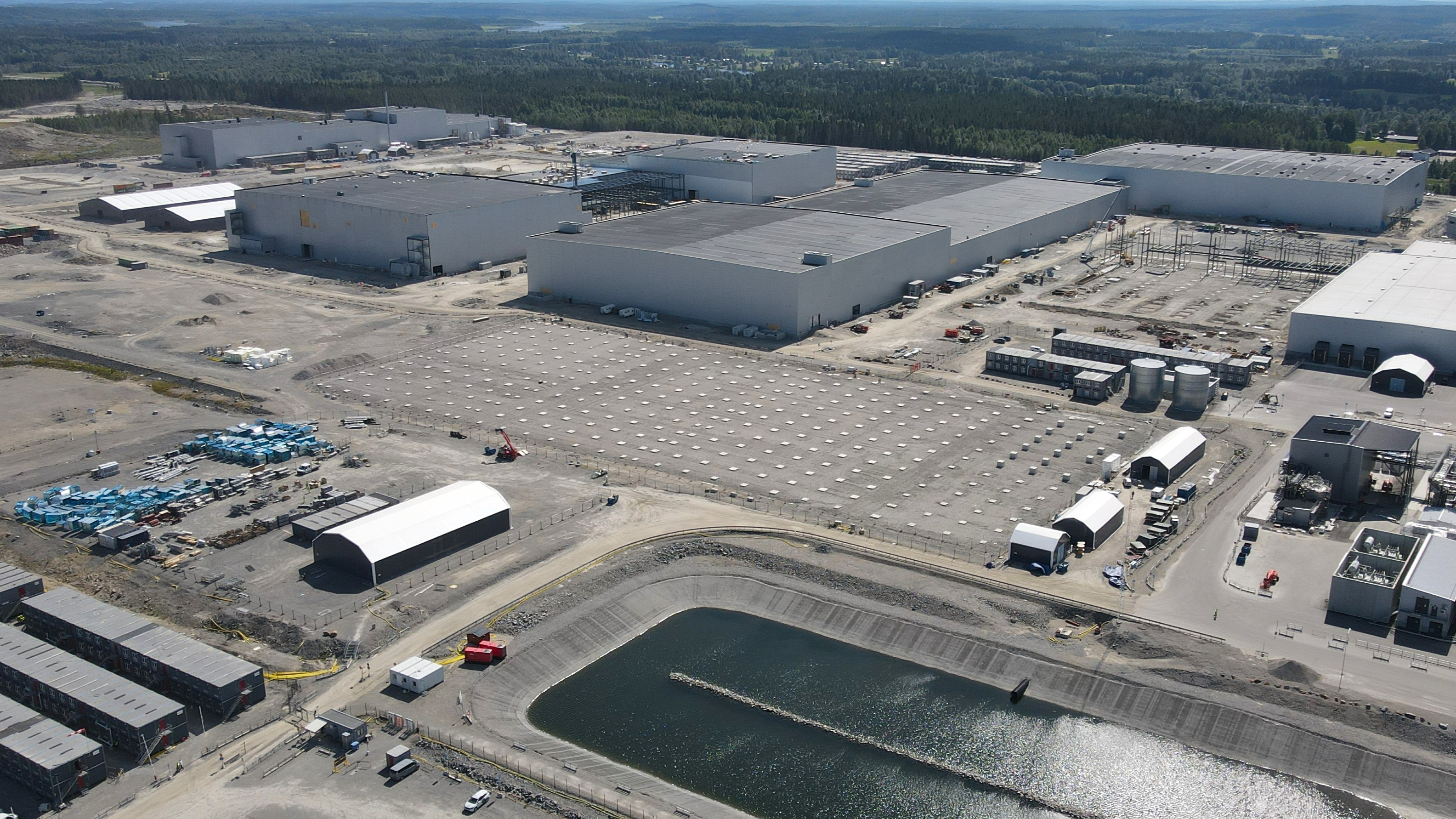
Andra fasen av Northvolt Ett i juni 2024.

Sommaren 2022 påbörjades andra fasen för bygget av fabriken i Skellefteå, som skulle bestå av en Upstreambyggnad och tre Downstreambyggnader, med en produktion av 45 GWh litiumjonbatterier per år.
Den 23 september 2024 meddelade Northvolt att företaget ska genomföra omfattande personalminskningar. Totalt 1 600 anställda skulle beröras av nedskärningarna, fördelade på 1 000 tjänster i Skellefteå, 400 i Västerås och 200 i Stockholm. I samband med detta tillkännagav Northvolt även att Northvolt Ett skulle avbrytas. Projektet Northvolt Labs i Västerås pausas, men företaget skulle behålla de grundläggande plattformarna för att möjliggöra fortsatt produktutveckling.
Den 9 oktober 2024 meddelade Northvolt att Mark Duchesne lämnar posten som vd i Skellefteå med omedelbar verkan. Angéline J. Bilodeau, vice president för operations i Northvolt North America, tillträder som tillförordnad vd fram till årsskiftet, då en ny permanent vd förväntas utses.

### Northvolt Labs

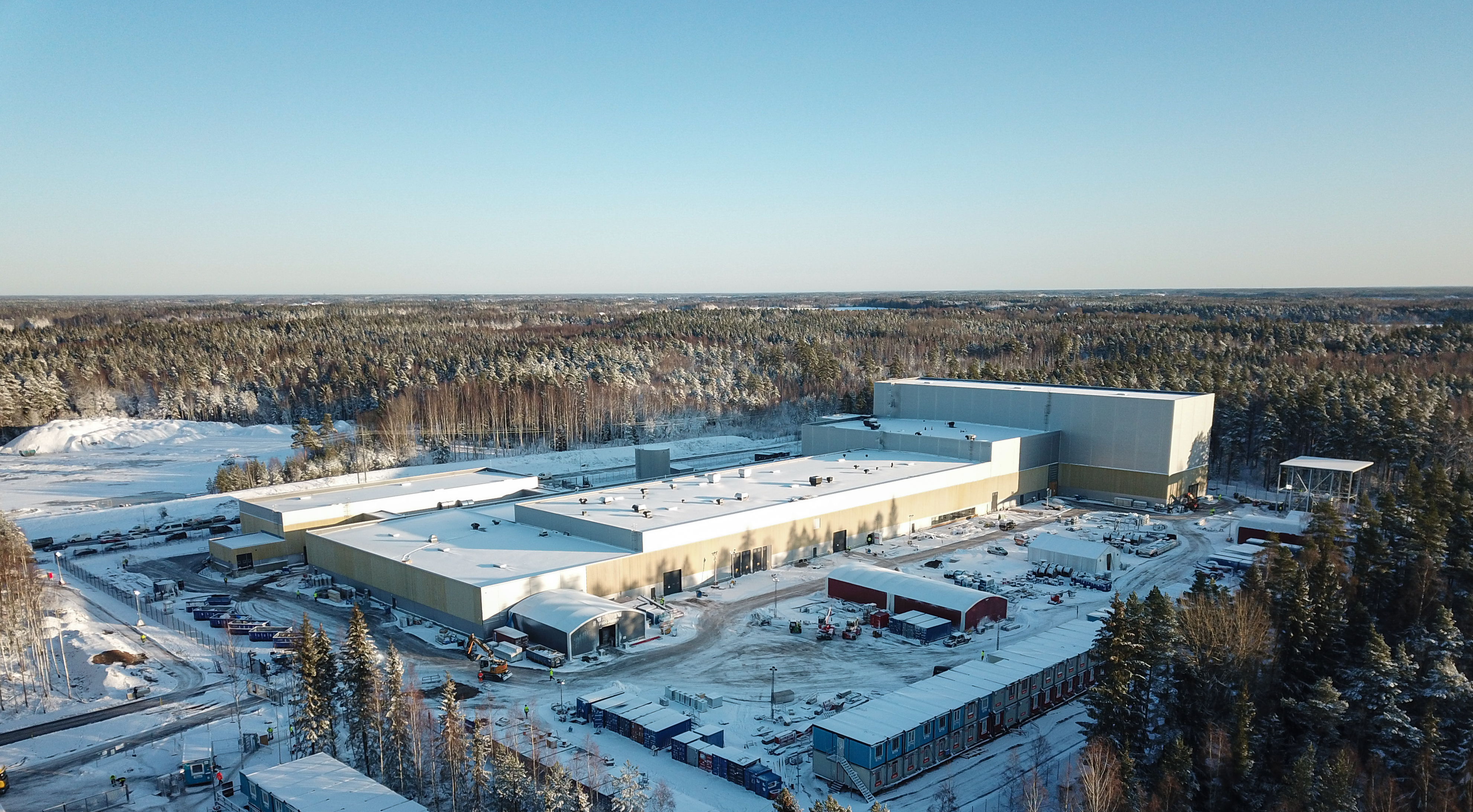
Northvolt Labs i december 2019.

I anläggningen som byggts på Finnslätten i Västerås vid namn Northvolt Labs, sker all  utveckling och tester på litiumjonbatterier. Byggnaden är cirka 19 000 kvadratmeter stor och har runt 300–400 anställda. Anläggningen beräknas ha kostat en miljard kronor och produktionen har varit i drift sen december 2019, med en produktion på 350 MWh per år.
Batterifabrikens placering i Mälardalen har ifrågasatts av företrädare för Svenska Kraftnät eftersom regionens elnät har kapacitetsproblem.

### Northvolt Revolt

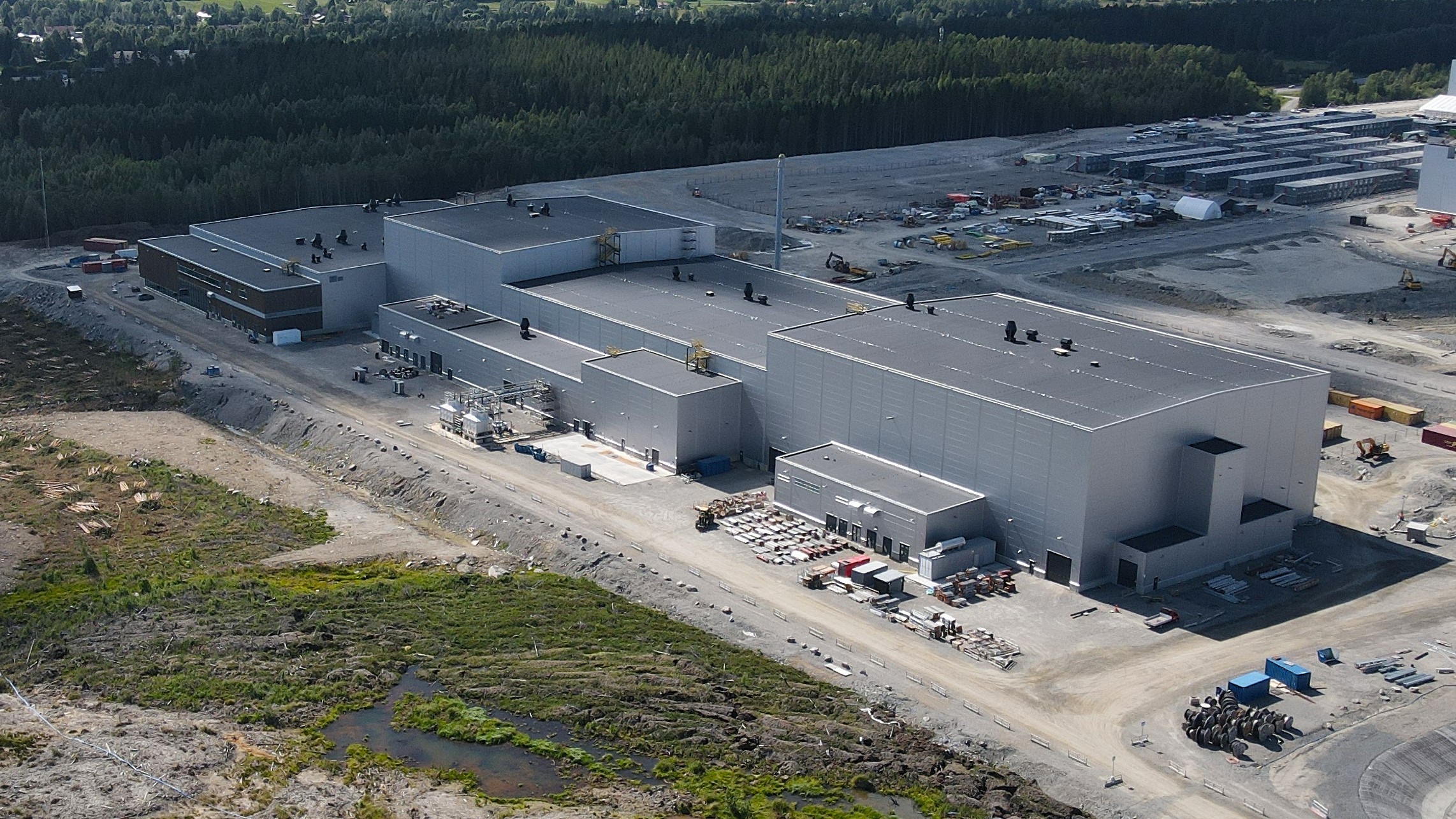
Revolt Ett i juni 2024.

Revolt startade i slutet av 2019 är Northvolts återvinningsprojekt som innefattar att bygga Europas största batteriåtervinningsanläggning med namnet Revolt Ett. Projektet var planerat att kosta en halv miljard kronor och skulle ha en årlig återvinning av 25 000 ton bilbatterier. Anläggningen är byggd på samma område som Northvolt Ett i Skellefteå med en full kapaciet på 4 GWh till nya batterier. I november 2021 lyckades man på Northvolt Labs i Västerås att framställa den första battericellen med 100 procent återvunnen nickel, mangan och kobolt. Revolt Ett började byggas våren 2022 och var planerad att bestå av tre byggnader, där den första skulle bli 22 000 kvadratmeter stor. Första byggnaden blev färdigbyggd i slutet av 2023 och började testköras sommaren 2025, med en kostnad på cirka en miljard kronor.
I maj 2025 stängdes anläggningen i Skellefteå ner i följd av Northvolts konkurs i mars samma år. De hade som mål att med hjälp av Revolt skulle hälften av allt material i nya batterier vara tillverkade av återvunnet material år 2030.

### Övriga anläggningar
Företaget hade i Gdańsk en anläggning med namnet Northvolt Dwa där montering av batterimoduler gjordes. Anläggningen såldes till Scania i mars 2025.
I Torslanda skulle Northvolt, tillsammans med Volvo Cars, bygga en fabrik för batteriproduktion samt ett gemensamt forsknings- och utvecklingscentrum. Byggnationen av fabriken startade hösten 2023, genom det gemensamma bolaget Novo Energy, men avbröts i samband med Northvolts nedskärningar hösten 2024. I början av 2025 övertog Volvo Cars hela ägandet genom att köpa ut Northvolt ur det gemensamma bolaget.
En batterifabrik med namnet Northvolt Six ska byggas i Montréal i södra Kanada och är tänkt att vara en kopia av Northvolt Ett i Skellefteå. I slutet av mars 2024 påbörjades uppbyggnaden av Northvolt Drei i Heide i norra Tyskland.